# Zoran Dragišić
Zoran Dragišić (en serbe cyrillique : Зоран Драгишић ; né le 21 janvier 1967 à Belgrade) est un homme politique serbe. Il est professeur à la Faculté des études sécurité de l'université de Belgrade et président du Mouvement des travailleurs et des paysans (PRS).

## Biographie
Zoran Dragišić est diplômé de la faculté de défense civile de Belgrade et de la faculté de droit de l'université de Belgrade. En 1998, il passe un master sur « La position en droit international des participants à des conflits armés non internationaux » puis, en 2004, un doctorat sur « Le statut juridique et politique de la sécurité nationale ».
Depuis 1994, il travaille à la Faculté de sécurité, d'abord comme chargé de cours sur le système politique, puis, à partir de 1998, comme assistant sur les principes et les fondements de la sécurité. À partir de 2004, il devient professeur chargé de cours sur les bases de la sécurité et sur la gestion de la sécurité.
Il est spécialiste des études sur la gestion de la sécurité dans le domaine de la lutte contre le terrorisme et membre du comité de rédaction de la revue Ljudska bezbednost (« Sécurité civile ») et écrit des articles sur les questions politico-militaires dans des périodiques serbes ou étrangers ; il s'intéresse également aux systèmes de communication électronique.
Sur le plan politique, en 2011, Zoran Dragišić, qui vient du Parti social-démocrate de Serbie (SDPS) de Rasim Ljajić, fonde le Mouvement des travailleurs et des paysans (PRS) ; le parti prétend rassembler les paysans, les travailleurs, les retraités, les handicapés, les anciens combattants, les jeunes et tous ceux qui, selon lui, sont laissés au bord du chemin par le système capitaliste,. 
Il se présente au premier tour de l'élection présidentielle du 6 mai 2012,, où il obtient 60 116 voix soit 1,54 % des suffrages. Aux élections législatives qui ont lieu à la même date, il emmène la liste du PRS qui obtient 57 199 voix, soit 1,46 % des suffrages, ce qui ne lui permet pas d'obtenir de représentant à l'Assemblée nationale de la république de Serbie.

## Vie privée
Zoran Dragišić est marié et père d'un enfant.